# Кара Муса-паша
Кара Муса-паша (тур. Kara Musa Paşa; босн. Kara Musa Paša; Греция — 1649, Стамбул) — турецкий солдат и государственный деятель боснийского происхождения. Не продолжительное время он занимал пост Капудана-паши (великого адмирала Османского флота).
16 сентября 1647 года султан Ибрагим I назначил Мусу 99-м великим визирем Османской империи после казни предшественника Невесинли Салиха-паши. Муса-паша занимал этот пост всего 5 дней. После этого он занял должность губернатора Багдадского эялета.

## Биография
Муса родился в деревне Викоча в окрестностях города Фоча, расположенного в Боснийском санджаке. Он родился в семье Вехабеговича. В 1630 году состоялась первая встреча Мусы-паши с османским султаном Мурадом IV. Позже он стал членом Порты/Ведомства Диван (Совет правительства Османской империи) и был трижды избран на должность заместителя в Будинском вилайяте. Там в 1643 году Муса получил пожертвования на строительство мечети Муса-паши в Нова-Касабе, расположенного в Боснии и Герцеговине.
Во время Критской войны, после смерти Капудана-паши Коса Мусы-паши в 1647 году, Кара Муса-паша стал новым великим адмиралом. Это назначение он получил благодаря своей жены Шекерпаре Хатун, которая была одной из фавориток османского султана Ибрагима I. В начале 1647 года Муса-паши и Хатун поженились. Однако из-за отсутствия военных успехов в Критской войне, он вскоре лишился должности Капудана-паши.
16 сентября 1647 года был казнён великий визирь Невесинли Салих-паша. Новым великим визирем султан Ибрагим I назначил Кара Мусу-паши и отправил ему морем императорскую печать. Однако уже 21 сентября османский правитель изменил своё решение, и на этот пост был назначен Хезарпаре Ахмед-паша, оказывавший на Ибрагима I сильное влияние.
Возвратившись в Стамбул, Муса-паши был назначен обычным визирем. А в декабре 1647 года он получил губернаторство в Багдадском эялете и занимал этот пост чуть больше года. В январе 1649 года он лишился должности и вернулся в Стамбул. Примерно в это же время, Кара Муса-паша был казнён по приказу королевы-регента Кёсем-султан, которую убедили в это шаге её советники и великий визирь Софу Мехмед-паша.